# Mimosa schleidenii
Mimosa schleidenii là một loài thực vật có hoa trong họ Đậu. Loài này được Herter miêu tả khoa học đầu tiên.